# Battonya
Battonya (serbocroata: Батања - Batanja; rumano: Bătania) es una ciudad húngara perteneciente al distrito de Mezőkovácsháza en el condado de Békés, con una población en 2012 de 5565 habitantes.
Se conoce su existencia desde 1340, cuando se menciona como Bothanyaegyháza. En sus primeros años era una pequeña localidad que estuvo en manos de varios propietarios. El asentamiento original sufrió los ataques turcos pero no llegó a despoblarse, sino que se asentaron aquí eslavos que huían de los conflictos que había más al sur, por lo que en el siglo XVIII casi todos los habitantes de la aldea eran étnicamente serbios. La actual localidad se formó a partir del siglo XIX, recibiendo derechos de mercado en 1839, y a partir de 1882 se desarrolló como poblado ferroviario.
A principios de siglo XX llegó a superar los diez mil habitantes, pero se vio perjudicada por el tratado de Trianon al producirse un éxodo masivo por su nueva situación fronteriza. Adquirió el estatus de ciudad en 1989. Actualmente, cuatro quintas partes de los habitantes son magiares, pero existen en la localidad pequeñas minorías de rumanos y serbios que llegaron a tener más de mil habitantes cada una en el censo de 1930.
Se ubica en la frontera con Rumania, unos 10 km al sureste de la capital distrital Mezőkovácsháza sobre la carretera que lleva a Arad.